# Hangman's Chair
Hangman's Chair is een Franse sludge-, stoner-, doommetalband uit  Essonne. In 2005 brengt de groep zijn eerste studio-album uit, (A Lament for...) The Addicts, gevolgd door Leaving Paris (2010), Hope///Dope///Rope (2012), This is Not Supposed to Be Positive (2015), Banlieue Triste (2018) en A Loner (2022).

## Leden
Huidige leden
- Julien Chanut - gitaar (sinds 2005)
- Mehdi Birouk Thépegnier - drums (sinds 2005)
- Clément Hanvic - bas (sinds 2008)
- Cedric Toufouti - zang, gitaar (sinds 2008)

Voormalige leden
- Adrien Lederer - gitaar (? -2010)
- Keo Nackphouminh - vocals (2005-2008)
- Bernard Quarante - basgitaar (? -2008)
- Sid Ahmed "Tleta" Azzouni - gitaar (2005-?  )

## Discografie

### Studio-albums
- 2007: (A Lament for...) The Addicts
- 2010: Leaving Paris
- 2012: Hope///Dope///Rope
- 2015: This is Not Supposed to Be Positive
- 2018: Banlieue Triste
- 2022: A Loner

### Splits
- 2006: Eibon / Hangman's Chair
- 2012: Drawers / Hangman's Chair
- 2014: Acid Deathtrip / Hangman's Chair
- 2017: Hangman's Chair / Greenmachine